# جلال امیدیان
جلال امیدیان (زاده ۱ فروردین ۱۳۵۷) بازیکن سابق و مربی فوتبال اهل ایران است. وی همسر فقیهه سلطانی بازیگر سینما و تلویزیون می‌باشد.
وی سابقه عضویت در تیم‌های پیکان تهران، مس کرمان و ذوب‌آهن اصفهان را دارد.
وی به عنوان دستیار در باشگاه فوتبال ذوب آهن ؛ باشگاه فوتبال سپاهان ؛باشگاه فوتبال گل گهر سیرجان ؛ باشگاه فوتبال پیکان تهران ؛ باشگاه فوتبال آلومینیوم اراک را در کارنامه دارد.